# Korstecken
Korstecken  (latin crux usualis) betecknar det i kristendomen allmänt förekommande bruket att med ett eller flera fingrar teckna ett kors i luften, vanligen med orden "I Faderns och Sonens och den helige Andes namn. Amen." Det brukas av personer vid enskild andakt, liturgiskt av präster för välsignelse, och under sakramenten.

## Symbolik
Inom kristendomen symboliserar korset samhörigheten med Kristus och hans välsignelse; det symboliserar hans död och korsfästelse och hör därmed samman med syndernas förlåtelse.

## Utförande
I Svenska kyrkan, liksom i den katolska kyrkan, korsar den enskilda troende sig med högra handen från pannan (vid "Faderns") till bröstet (vid "Sonens"), och från vänstra axeln (vid "den Helige Andes namn") till högra ("Amen"). Det förekommer också att enbart korsa sig i Faderns, Sonens och den helige Andens namn.
Det äldre bruket var att man drog tvärbalken från vänster till höger när man välsignade någon annan, medan man drog den spegelvänt från höger till vänster när man välsignade sig själv.

## Fingerställningar
Korstecknet kan utföras på olika sätt, med enbart tummen, med flera fingrar eller med hela handen.

## Olika kyrkor

### Katolska kyrkan
Katoliken börjar och slutar varje bön med ett korstecken. Korstecknet utförs även vid andra tillfällen till skydd för faror eller frestelser, i synnerhet av andlig art. Korstecknet utförs med högra handen, antingen i luften eller mot något föremål. Korstecknet nyttjas även vid välsignelseceremonier och vid religiösa invigningar. Då en människa sålunda tecknas eller tecknar sig själv med korstecken ("korsar sig"), sker det vanligen på pannan eller bröstet, men även på munnen och båda skuldrorna, oftast så, att alla dessa kroppsdelar "korsas", det vill säga korstecknet görs från pannan ned över bröstet samt från den ena skuldran till den andra.
Enligt Oremus, katolsk bönbok, är korstecknet en påminnelse om vårt dop, och en bön om den Treenige Gudens beskydd. Korstecknet betecknas av katolska kyrkan som en avlatsbön. I det medeltida västerlandet uppkom bruket, i samband med brytningen med östortodoxa kyrkan, att dra tvärbalken från vänster till höger även över sig själv. Påve Innocentius III torde ha genomfört denna förändring.
I den romersk-katolska kyrkan nyttjas vanligen hela flata handen ("det latinska korset") eller också, egentligen i Tyskland, tummen tryckt mot pekfingret och de andra fingrarna tryckta mot det senare, under det att vänstra handen vilar på bröstet ("det tyska korset"). De romersk-katolska gör alltid korstecknet från vänster till höger, vanligen med uttalande av orden: "I Guds Fadrens och Sonens och den Helige andes namn! Amen" (eller på latin: In nomine Patris, Filii et Spiritus sancti! Amen).
| Bysantinskt (ortodoхt) korstecken. |  | Gammal- troendes korstecken. |
| Bysantinskt (ortodoхt) korstecken. |  | Gammal- troendes korstecken. |

### Ortodoxa kyrkan
I ortodoxa kyrkor görs korstecknet med högra handen, varvid tummen, pekfingret och långfingret hålls ihop. Man drar tvärbalken från höger till vänster.
Inom grekisk-katolska kyrkan görs korstecknet från den högra till den vänstra skuldran med den högra handens tre första fingrar sammantryckta (en hänsyftning på den heliga treenigheten), varvid ringfingret och lillfingret böjs ned i handen, under uttalande av orden: "Helige Gud, helige Starke, helige Odödlige, förbarma dig!"

#### Gammaltroende
Bland gammaltroende ortodoxa i Ryssland var det tidigare sed att utföra korstecknet med två fingrar. Patriark Nikon genomförde förändringar i gudstjänstlivet och en av dem var att korstecknet skulle utföras med tre fingrar. Detta ledde till den Stora schismen och underminerade kyrkans roll.

### Svenska kyrkan
Genom dopet blir den kristne förbunden med Kristi kors och Kyrkan, och därför brukar korstecknets innebörd anknytas till detta sakrament. Korstecknet betecknas av Svenska kyrkan som en segersymbol och som "en bön i handling", I till exempel Linköpings domkyrka finns vigvatten för besökare att använda vid korstecknet; där definieras korsandet som att använda kroppen i bönen.
Korstecknet levde i Sverige kvar efter reformationen och försvann ur dopritualen först 1811. Under 1900-talet har det tagits upp på nytt inom Svenska kyrkan, och därifrån spridit sig till övriga samfund i Sverige.[källa behövs]

### Frikyrkan
Åtminstone tidigare har det inte tillämpats inom frikyrkan.

### Schismatiska kyrkorna
Inom de schismatiska kyrkorna och sekterna används vid "korsandet" särskilda fingerläggningar, olika de förut nämnda.

## Historia
Korstecknets bruk är mycket gammalt. Basileios den store (död 379) härleder det från apostlarnas tid. Redan Tertullianus (död 220) nämner korstecknet på pannan som ett vanligt bruk vid nästan alla möjliga tillfällen i det dagliga livet. Cyprianus (död 258) och de apostoliska konstitutionerna tala om det som en beståndsdel i den gamla dopritualen (jämför dop och primsigning). Under de första århundradena gjordes korstecknet antagligen med högra handens tumme, under det att de övriga fingrarna hölls rakt upp och sammanslutna.
Vid reformationens införande avskaffade den reformerta kyrkan (utom den engelska episkopal-kyrkan) alldeles bruket av korstecken. Inom den lutherska kyrkan bibehölls det allmänt i början. Luther ger till och med anvisning till korstecknet vid morgon- och aftonbönerna i slutet av sin lilla katekes.